# Mihály Korhut
Mihály Korhut (pronunciació en hongarès: ˈmihaːj ˈkorhut; Debrecen, 1 de desembre de 1988) és un futbolista professional hongarès que juga com a Defensa pel Debreceni VSC. El 31 de maig de 2016 es va anunciar que el seleccionador Bernd Storck l'havia inclòs en l'equip definitiu d'Hongria per disputar l'Eurocopa 2016.

## Carrera de club

### Debrecen
L'1 d'agost de 2009, Mihály Korhut va debutar amb el Debreceni VSC en una victòria per 2-0 a casa contra el Lombard-Pápa TFC davant de 3000 espectadors.
L'1 de maig de 2012 Korhut va guanyar la Copa hongaresa 2011-12 amb el Debrecen tot derrotant l'MTK Budapest a la tanda de penals. Aquest era el cinquè trofeu de Copa guanyat pel Debrecen.
El 12 de maig de 2012 Korhut va guanyar la Lliga hongaresa amb el Debrecen després de vèncer el Pécs a la 28a jornada de lliga per 4-0 a l'estadi Oláh Gábor, cosa que va resultar en el sisè títol de lliga pels de Debrecen.

## Estadístiques de club
| Club          | Temporada | Lliga   | Lliga | Copa    | Copa | Copa de la Lliga | Copa de la Lliga | Europa  | Europa | Total   | Total |
| Club          | Temporada | Partits | Gols  | Partits | Gols | Partits          | Gols             | Partits | Gols   | Partits | Gols  |
| ------------- | --------- | ------- | ----- | ------- | ---- | ---------------- | ---------------- | ------- | ------ | ------- | ----- |
| Debrecen      |           |         |       |         |      |                  |                  |         |        |         |       |
| 2008–09       | 0         | 0       | 1     | 0       | 3    | 0                | 0                | 0       | 4      | 0       |       |
| 2009–10       | 2         | 0       | 5     | 0       | 5    | 0                | 0                | 0       | 12     | 0       |       |
| 2010–11       | 1         | 0       | 2     | 0       | 0    | 0                | 0                | 0       | 3      | 0       |       |
| 2011–12       | 29        | 1       | 5     | 1       | 0    | 0                | 0                | 0       | 34     | 2       |       |
| 2012–13       | 27        | 1       | 3     | 0       | 5    | 2                | 5                | 0       | 40     | 3       |       |
| 2013–14       | 28        | 2       | 1     | 0       | 1    | 0                | 2                | 0       | 32     | 2       |       |
| 2014–15       | 28        | 0       | 1     | 0       | 1    | 0                | 6                | 0       | 23     | 0       |       |
| Total         | 115       | 4       | 18    | 1       | 15   | 2                | 13               | 0       | 148    | 7       |       |
| Kaposvár      |           |         |       |         |      |                  |                  |         |        |         |       |
| 2010–11       | 10        | 0       | 4     | 0       | 0    | 0                | 0                | 0       | 14     | 0       |       |
| Total         | 10        | 0       | 4     | 0       | 0    | 0                | 0                | 0       | 14     | 0       |       |
| Total Carrera |           | 112     | 4     | 22      | 1    | 15               | 2                | 13      | 0      | 162     | 7     |

Actualitzat a 7 desembre 2014.

## Palmarès
Debrecen
- Lliga hongaresa (3): 2010, 2012, 2014
- Copa hongaresa (2): 2010, 2012